# مسجد عبد الحميد بن باديس (الجزائر العاصمة)
مسجد عبد الحميد بن باديس هو مسجد قائم في بلدية الجزائر الوسطى بولاية الجزائر. ويؤدي هذا المسجد الجامع دوره تحت إشراف مديرية الشؤون الدينية والأوقاف لولاية الجزائر ووصاية وزارة الشؤون الدينية والأوقاف.

## نبذة تاريخية
الأرضية التي بُنِيَ عليها مسجد عبد الحميد بن باديس كانت تابعة لأوقاف مدينة الجزائر خارج أسوار القصبة عند «باب عزون» ·  · . تم الشروع في بناء مسجد عبد الحميد بن باديس في 8 ماي 1876م من طرف شارل مارسيال لافيجري أثناء الاحتلال الفرنسي للجزائر ·  · .
ودامت أشغال البناء سنتين تحت إشراف المهندس المعماري تيودور شوفاليي (بالفرنسية: Théodore Chevalier)‏ ليتم تدشين المبنى في يوم 16 ديسمبر 1878م ·  · . وكانت هذه البناية تحتضن كنيسة كاثوليكية اسمها كنيسة القديس أغسطينوس ·  · . وبعد استقلال الجزائر، تمت إعادة بناء البناية لتصير مسجدا يحمل اسم العلامة عبد الحميد بن باديس ·  · .

## قاعات الصلاة
يحتوي مسجد عبد الحميد بن باديس على ثلاث قاعات للصلاة.
- القاعة العلوية لها بابان يطلان على شارع علي بومنجل، وهي مخصصة للرجال، ومساحتها 1200 م².
- القاعة الوسطى تطل كذلك على شارع علي بومنجل، وهي مخصصة للنساء، ومساحتها 800م².
- أما القاعة السفلية المطلة على شارع رمضان عبان وشارع محمد سيدهم وشارع شريف حماني، قبالة محكمة سيدي أمحمد، فهي مخصصة للرجال أثناء صلوات الجمعة والتراويح وعِيدَيْ الفطر والأضحى، ومساحتها 1000م².[18]

## قاعة الوضوء
يحتوي مسجد عبد الحميد بن باديس على قاعة وضوء بجوار القاعة السفلية للصلاة. ويمكن الولوج إلى قاعة وضوء إما من المدخل الخارجي المطل على شارع رمضان عبان، قبالة محكمة سيدي أمحمد، وإما عبر سلالم داخلية تنزل من القاعة العلوية للصلاة.

## المنبر
يحتوي مسجد عبد الحميد بن باديس على منبر خشبي يصعد عليه الإمام الخطيب عند إلقائه الخطبتين في صلاة الجمعة وفق المذهب السني المالكي السائد في الجزائر. يعتبر المنبر الخشبي، الذي يمكن تغيير مكانه، هو المعيار في المساجد العاصمية رغم استحداث نموذج المنابر الحائطية على شكل شرفات. هذا المنبر هو مصطبة تستعمل من طرف الإمام الخطيب لإلقاء خطبة الجمعة قبل ركعتي صلاة الجمعة في المساجد العاصمية. وتتم قراءة القرآن في ركعتي صلاة الجمعة برواية ورش عن نافع التي هي القراءة السائدة في الجزائر منذ 12 قرنا.

## الموقع
يقع مسجد عبد الحميد بن باديس غير بعيد عن ميناء الجزائر والطريق الوطني رقم 11 في بلدية الجزائر الوسطى. وهذا الموقع الرائع في الشريط الساحلي والواجهة البحرية، في إطار مشروع تهيئة خليج الجزائر، يجعل منه موقعا استراتيجيا. يقع هذا المسجد في وسط مدينة الجزائر العاصمة، ويطل على خليج الجزائر والبحر الأبيض المتوسط.

## القبة
يحتوي سقف مسجد عبد الحميد بن باديس على قبة قطرها 10 أمتار، وعلوها 8 أمتار. وهي قبة نصف كروية تقع في شرق سقف قاعة الصلاة العلوية. كما تكسوها خارجيا مربعات من الزليج الأخضر والجص.

## المئذنتان
يحتوي مسجد عبد الحميد بن باديس على مئذنتين طويلتين عن يمين وشمال المحراب. وهاتان المنارتان لهما مقطع ذو ثمانية ضلوع، وهما ترتفعان إلى علو 23 مترا. ويمكن الوصول إلى أعلاهما عبر سلالم داخلية لولبية لها بابان في القاعتين السفلية والعلوية المخصصتين للرجال.

## الأعمدة
تحتوي قاعة الصلاة العلوية في مسجد عبد الحميد بن باديس على 12 عمودا. كما تحتوي قاعة الصلاة السفلية 10 أعمدة. وتتميز هذه الأعمدة بكونها أسطوانية وارتفاعها 14 مترا حتى السقف الذي يحتمل ثقل القبة.

## المحراب
يحتوي مسجد عبد الحميد بن باديس على محراب يقع في وسط حائط القبلة، وهو محراب مزخرف بعمودين جانبيين وقوس علوي وفق الطراز الـمغاربي. ويدل العش في المحراب فعليا على القبلة التي هي اتجاه الكعبة في مكة المكرمة إلى أين يولي المسلمون وجوههم أثناء الصلاة.

## المكتبة
يحتوي مسجد عبد الحميد بن باديس على مكتبة ثرية بالكتب وأمهات المراجع العلمية والثقافية.

## الساحات
يحتوي سقف مسجد عبد الحميد بن باديس على ثلاث ساحات.
- الساحة الأولى السفلية تقع داخل سياج المدخل عند شارع رمضان عبان.
- الساحة الثانية تقع فوق الدكاكين التابعة للمسجد عند مدخل شارع علي بومنجل.
- الساحة الثالثة تقع خارج المحراب وتمثل شرفة تطل على محكمة سيدي أمحمد.

## موقف السيارات
يحتوي محيط مسجد عبد الحميد بن باديس على موقف سيارات يطل على شارع رمضان عبان.

## الدكاكين
يحتوي محيط مسجد عبد الحميد بن باديس على أربعة دكاكين يتم كراؤها للتجار، وتعود مداخيل الكراء إلى خزينة المسجد. وتطل هذه الدكاكين على شارع علي بومنجل بجوار مدخل المسجد ومقر المركز الثقافي الإسلامي لولاية الجزائر.

## المركز الثقافي الإسلامي
يقع المركز الثقافي الإسلامي لولاية الجزائر بجوار مدخل مسجد عبد الحميد بن باديس المطل على شارع علي بومنجل. وتتمثل نشاطات هذا المركز الثقافي الإسلامي في تنظيم دورات تدريبية ومحاضرات وقراءات في كتب ودورات علمية قرآنية ونشاطات أخرى.

## محطة المترو
يمكن الوصول إلى مسجد عبد الحميد بن باديس عبر محطة مترو تابعة لمؤسسة مترو الجزائر. وتعتبر «محطة بن باديس» بمثابة محطة وسطى ما بين محطة تافورة ومحطة ساحة الشهداء. ويقابل مخرج «محطة بن باديس» كلا من شارع محمد سيدهم وشارع شريف حماني إضافة إلى نهج رمضان عبان.